# Renascer de Rio Claro
Renascer de Rio Claro foi uma escola de samba de Rio Claro. Antiga representante da tradição dos carnavais ao estilo carioca, em 2008 a Renascer ficou de fora dos desfiles da cidade. No entanto, a organização do desfile decidiu mantê-la no Grupo Especial para 2009.
A partir de 2010, a escola não mais desfilou.

## Carnavais
| Ano  | Colocação    | Grupo    | Ref   |
| ---- | ------------ | -------- | ----- |
| 2008 | Não desfilou | Especial | [ 2 ] |